# Convention de Hartford
La convention de Hartford est une série de réunions qui se sont tenues du 15 décembre 1814 au 5 janvier 1815 à Hartford dans le Connecticut aux États-Unis, au cours desquelles le Parti fédéraliste de la Nouvelle-Angleterre s'est réuni pour parler de la guerre anglo-américaine de 1812 en cours et traiter des problèmes politiques causés par le gouvernement fédéral.
La convention a discuté de la suppression du compromis des trois-cinquièmes, de l'exigence d'une majorité des deux tiers au Congrès pour l'admission de nouveaux États, le système des déclarations de guerre ou encore la création de lois restreignant le commerce. Les fédéralistes ont également exprimé leurs réticences vis-à-vis de l'achat de la Louisiane et l'embargo de 1807. Cependant, des semaines après la fin de la convention, la nouvelle de la victoire écrasante du major général Andrew Jackson lors de la bataille de La Nouvelle-Orléans a balayé le nord-est, discréditant et déshonorant les fédéralistes et entraînant leur élimination en tant que force politique nationale majeure.
La convention a semé la controverse à l'époque et de nombreux historiens la considèrent aujourd'hui comme un facteur ayant contribué à la chute du Parti fédéraliste. Il y a de nombreuses raisons à cela, notamment l'idée proposée selon laquelle la Nouvelle-Angleterre, base principale des fédéralistes, devrait faire sécession de l'Union pour créer un nouveau pays.

## Contexte

### Les relations anglo-américaines
Sous les administrations George Washington et John Adams, un commerce vigoureux avec la France a été maintenu pendant que les deux administrations s'engageaient dans une quasi-guerre contre la France. Avec la reprise des guerres napoléoniennes dans le même temps que l'accession de Thomas Jefferson au pouvoir, les relations avec la France et la Grande-Bretagne se sont détériorées. L'objectif de Jefferson était une expansion du libre-échange grâce à la levée par la Grande-Bretagne des restrictions commerciales imposées aux États-Unis. Cependant, pour faire pression sur la Grande-Bretagne pour qu'elle se conforme, il a adopté des politiques « anti-commerce extérieur » telles que l'Embargo Act de 1807 et le Non-Intercourse Act de 1809. Ces politiques étaient très impopulaires auprès des marchands et des marins du Nord-Est. Le successeur de Jefferson, le président James Madison, et ce que l'on appelle aujourd'hui le Parti démocrate-républicain, ont poursuivi cette politique.
Le parti fédéraliste opposé au gouvernement a alors repris des forces surtout en Nouvelle-Angleterre et à New York ; il a collaboré avec le lieutenant-gouverneur DeWitt Clinton de New York et l'a soutenu aux élections présidentielles américaines de 1812.

### Opposition à la guerre de 1812
Lorsque Madison fut réélu en 1812, le mécontentement en Nouvelle-Angleterre s'intensifia. Fin 1813, Madison signa une loi d'embargo plus restrictive que toutes celles mises en place par Jefferson, interdisant cette fois tout commerce entre les ports américains (le commerce côtier) et la pêche à l'extérieur des ports. À l'été 1814, la guerre s'était retournée contre les Américains. Après la fin des guerres avec la France napoléonienne, la Grande-Bretagne a pu se concentrer sur un seul front : la côte est américaine. Le territoire du district du Maine au Massachusetts a été occupé en juillet, en août la Maison Blanche et le Capitole ont été incendiés et en septembre les Britanniques avançaient plus loin dans le Maine et la région du lac Champlain à New York. Un assaut naval sur Boston était prévu. Le libre-échange avec le reste du monde avait pratiquement cessé, des milliers de personnes avaient été licenciées et, en août, les banques suspendaient les paiements en espèces. Le gouvernement fédéral était au bord de la faillite,.
Les gouverneurs de la Nouvelle-Angleterre ont de leur côté décidé de n'apporter qu'un soutien minimal au gouvernement fédéral dans la gestion de la guerre. À l'exception du gouverneur John Taylor Gilman du New Hampshire, la plupart des réquisitions pour la milice d'État ont été refusées. Les habitants de la Nouvelle-Angleterre étaient réticents à ce que leur milice, nécessaire pour défendre leurs côtes contre les attaques britanniques, soit affectée ailleurs ou placée sous le commandement de l'armée régulière. Après la guerre, le général Winfield Scott a condamné la politique de Madison visant à ignorer les fédéralistes lors de l'octroi de commissions militaires régulières en Nouvelle-Angleterre, alors qu'ils étaient une des classes sociales les mieux éduquées.
La volonté pacifique dans le Massachusetts était si forte que même Samuel Dexter, le candidat démocrate-républicain au poste de gouverneur, s'est opposé à la politique commerciale entamée par l'État fédéral. Les fédéralistes restèrent très présents aux élections , renvoyant Caleb Strong comme gouverneur et élisant 360 Fédéralistes contre seulement 156 Démocratiques-républicains à la chambre basse de la législature du Massachusetts. En septembre, le gouverneur Strong refusa de fournir 5 000 troupes pour reprendre le territoire du Maine.
Comme le Massachusetts et le Connecticut avaient refusé de soumettre leur milice aux ordres du département de la guerre, Madison refusa de payer leurs dépenses. Les opposants au gouvernement ont alors déclaré que Madison avait abandonné la Nouvelle-Angleterre à l'ennemi commun. La législature du Massachusetts a affecté 1 million de dollars pour soutenir l'armée d'État constituée de 10 000 hommes. Harrison Gray Otis, qui a soutenu ces mesures, a suggéré que les États de l'Est se réunissent lors d'une convention à Hartford dans le Connecticut. Déjà en 1804, certains fédéralistes de la Nouvelle-Angleterre avaient discuté d'une éventuelle sécession de l'Union si le gouvernement national devenait trop oppressif.[réf. non conforme]
En septembre 1814, Madison demanda au Congrès un projet de loi sur la conscription. Même si cette requête n'avait pas été un des motifs conduisant à la création de la convention, les fédéralistes ont présenté cela comme une preuve supplémentaire que les républicains-démocrates avaient l'intention d'instaurer « le despotisme militaire » dans la nation. Thomas P. Grosvenor, représentant des États-Unis pour l'État de New York a vu cela comme le résultat d'une administration conduisant le pays : "sans défense et nue, dans ce lac de sang où elle nage encore". :224–225

### La question de la Sécession
La question de la Sécession est revenue dans les débats en 1814–1815; tous les principaux journaux fédéralistes de la Nouvelle-Angleterre, sauf un, ont soutenu un plan visant à expulser les États de l'Ouest de l'Union. Otis, le principal dirigeant de la Convention, s'est opposé aux propositions qu'il jugeait trop radicales telles que la saisie de la douane fédérale, la saisie des fonds fédéraux ou la déclaration de neutralité. Otis pensait en fait que l'administration Madison était sur le point de s'effondrer et qu'à moins que des conservateurs comme lui et d'autres délégués ne prennent les choses en main, les sécessionnistes radicaux pourraient prendre le pouvoir. En effet, Otis ignorait que le gouverneur du Massachusetts Strong avait déjà envoyé une mission secrète pour discuter avec les Britanniques des conditions d'une paix séparée,.
De nombreuses raisons poussent aujourd'hui les historiens à douter de cette volonté de sécession des fédéralistes de la Nouvelle-Angleterre. Tous les États, en particulier le Connecticut avec ses revendications sur des terres à l'Ouest, risquaient de perdre plus qu'ils n'auraient gagné. Des efforts ont été faits dans le processus de sélection des délégations pour exclure les pro-sécessionnistes comme John Lowell, Jr., Timothy Pickering et Josiah Quincy qui auraient pu faire pencher la balance. D'ailleurs, le rapport final de la convention ne parle pas de sécession,.
Malgré cela, l'administration Madison avait des raisons de s'inquiéter des conséquences de la Convention de Hartford. Les fédéralistes bloquaient déjà les efforts de l'administration pour financer la guerre et la mener à bien en envahissant le Canada. On craignait que la Nouvelle-Angleterre négocie une paix séparée avec la Grande-Bretagne, une action à bien des égards tout aussi dangereuse pour la nation qu'une véritable sécession. En se préparant au pire des cas, Madison a déplacé des troupes à la frontière entre New York et le Canada à Albany , endroit où elles pourraient être ensuite rapidement déployées dans le Massachusetts ou le Connecticut si nécessaire. Plusieurs régiments de la Nouvelle-Angleterre qui avaient participé à la campagne du Niagara ont été renvoyés chez eux où l'on espérait qu'ils pourraient servir de point de ralliement aux habitants de la Nouvelle-Angleterre opposés à la désunion.

## Appel à la création d'une Convention
En réponse à la crise causée par la guerre, le gouverneur du Massachusetts, Strong, a convoqué le tribunal général nouvellement élu à une session extraordinaire le 5 octobre 1814. Le message de Strong à la législature a été transféré à un comité mixte dirigé par Harrison Gray Otis. Otis était considéré comme modéré remis trois jours plus tard un rapport dans lequel il appelait à la résistance à toute invasion britannique, critiquait les dirigeants qui avaient amené la nation au bord du désastre et appelait à une convention des États de la Nouvelle-Angleterre pour parler des problèmes de la région et de la manière de se défendre. Le rapport d'Otis a été adopté par le Sénat de l'État le 12 octobre par une majorité de 22 contre 12 et par la Chambre le 16 octobre avec 260 voix contre 20.
Une lettre a été envoyée aux autres gouverneurs de la Nouvelle-Angleterre, les invitant à envoyer des représentants à une convention à Hartford dans le Connecticut. Officiellement, le but de la convention était de proposer des amendements constitutionnels pour protéger les intérêts de leur camp et de prendre des dispositions avec le gouvernement fédéral pour leur propre défense militaire.
Douze délégués dont George Cabot et Harrison G. Otis étaient les chefs (voir liste ci-dessous) ont été nommés par la législature du Massachusetts. Dans le Connecticut, l'Assemblée Générale a dénoncé la « guerre odieuse et désastreuse » menée par Madison, s'est montrée inquiète vis-à-vis du projet du gouvernement de mettre en place un système de conscription et a sélectionné sept délégués dirigés par Chauncey Goodrich et James Hillhouse. L'Assemblée générale du Rhode Island a, quant à elle, choisi quatre délégués pour discuter « des meilleurs moyens de coopérer pour une défense mutuelle contre l'ennemi commun, et sur les mesures qu'il peut être au pouvoir desdits États, conformément à leurs obligations d'adopter, de restaurer et de garantir à leurs peuples, leurs droits et privilèges en vertu de la Constitution des États-Unis ». La législature du New Hampshire n'était pas en session et son gouverneur fédéraliste, John Taylor Gilman, a refusé de la rappeler. L'Assemblée générale du Vermont a voté à l'unanimité de ne pas envoyer de délégués. Deux comtés du New Hampshire et un comté du Vermont ont chacun envoyé un délégué, portant le total des participants à 26. Le 15 décembre 1814, les délégués se réunirent dans la chambre du Sénat du Connecticut à la Old State House à Hartford.
La liste suivante répertorie les États présents et les noms des 26 participants,.
|  | - Massachusetts - Georges Cabot - Harrison Gray Otis - Nathan Dane - William Prescott, Jr. - Timothy Bigelow - Joshua Thomas - Samuel Sumner Wilde - Joseph S. Lyman - Stephen Longfellow, Jr. - Daniel Waldo - Hodijah Baylies - George Bliss - New Hampshire - Benjamin West - Moulins Olcott |  | - Connecticut - Chauncey Goodrich - John Treadwell - James Hillhouse - Zephaniah Swift - Nathaniel Smith - Calvin Goddard - Roger Minott Sherman - Rhode Island - Daniel Lyman - Samuel Ward, Jr. - Edward Manton - Benjamin Hazard - Vermont - William Hall, Jr. |

## Réunions secrètes
En tout, vingt-six délégués ont assisté aux réunions secrètes. Aucun compte rendu des débats n'a été conservé et les réunions se sont poursuivies jusqu'au 5 janvier 1815. Après avoir choisi George Cabot comme président et Theodore Dwight comme secrétaire, la convention est restée à huis clos pendant trois semaines. Le journal de Cabot de ses débats, lorsqu'il fut finalement ouvert, n'était qu'un maigre aperçu de ce qui s'est dit ; il n'a pas remis les résultats des votes, ne parle d'aucun des amendements proposés aux divers rapports et n'a pas donné le nom des auteurs des propositions. Il est donc impossible de déterminer les discours ou les votes des délégués et donc qui a dit quoi.

## Rapport de la Convention
La convention se termina par un rapport et des résolutions, signés par les délégués présents, et adoptés la veille de l'ajournement définitif. Le rapport indique que la Nouvelle-Angleterre a le "devoir" d'affirmer son autorité sur les atteintes inconstitutionnelles à sa souveraineté - une doctrine qui fait écho à la politique de Jefferson et de Madison en 1798 (dans les résolutions du Kentucky et de la Virginie ), et qui réapparaîtra plus tard dans un contexte différent sous le terme de « nullification ».
Le rapport final de la Convention de Hartford a proposé de nombreux amendements à la Constitution des États-Unis. Ils ont en fait tenté de lutter contre les politiques des républicains-démocrates au pouvoir en :
1. Interdire tout embargo commercial d'une durée supérieure à 60 jours ;
2. Exiger une majorité des deux tiers au Congrès pour déclencher une guerre, intégrer un nouvel État ou interdire le commerce extérieur ;
3. Supprimer l'avantage de représentations des trois cinquièmes du Sud ;
4. Limiter les futurs présidents à un seul mandat ;
5. Exiger que chaque président soit d'un État différent de celui de son prédécesseur. (Cette disposition visait directement la domination de la Virginie à la présidence depuis 1800).

## Les résultats

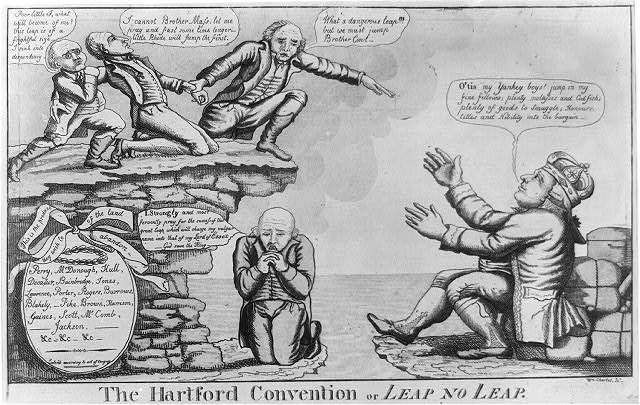
La Convention de Hartford ou Leap no Leap, de William Charles.

Le Congrès républicain-démocrate n'a jamais pris en compte les amendements proposés par la convention. Les délégués de Hartford qui souhaitaient mettre le Président et les républicains-démocrates au Congrès dans l'embarras - voulaient aussi que ces amendements servent de base aux négociations entre la Nouvelle-Angleterre et le reste du pays.
Même s'il a été dit que certains délégués ont certainement été en faveur de la sécession de la Nouvelle-Angleterre des États-Unis, aucune résolution de ce type n'a été adoptée lors de la convention. L'historien Samuel Eliot Morison a rejeté l'idée selon laquelle le but de la convention de Hartford aurait été de retirer la Nouvelle-Angleterre de l'Union et d'aider et de s'allier à la Grande-Bretagne. Morison a écrit : « Les politiciens démocrates, cherchant à faire échec à leur propre mauvaise gestion de la guerre et à discréditer le parti fédéraliste toujours formidable, ont caressé et nourri ce mythe infantile jusqu'à ce qu'il devienne si dur et vigoureux qu'il défie à la fois les dénégations solennelles et les preuves documentaires ».
Après la convention, le Massachusetts envoya trois commissaires à Washington D.C pour négocier les conditions qui avaient été convenues. À leur arrivée, en février 1815, la nouvelle de la victoire écrasante d'Andrew Jackson à la bataille de la Nouvelle-Orléans et la signature du traité de Gand les précédèrent et, leur présence dans la capitale devint ridicule. Ils ont rapidement rebroussé chemin. Par la suite, la Convention de Hartford et le Parti fédéraliste sont devenus synonymes de désunion, de sécession et de trahison, en particulier dans le Sud. Le parti a été ruiné et a cessé d'être une force importante dans la politique nationale, bien qu'il ait conservé le pouvoir à certains endroits (comme dans le Massachusetts, où les fédéralistes ont été élus gouverneur chaque année jusqu'en 1823).